# Кака (птица)
Кака (лат. Nestor meridionalis) је врста новозеландског папагаја из породице Strigopidae и рода Nestor. Најближи сродник јој је кеа. Насељава шумске пределе острва. 

## Опис
Кака је дугачка у просеку 45 цм и тешка око 550 г. Смеђе-зелено-сиве је боје, са наранџастим и црвеним перјем на врату, стомаку и с унутрашње стране крила. Чело и теме су сиво-беле боје.

## Распрострањење
Кака насељава и Јужно и Северно острво Новог Зеланда, мада су јој главна упоришта данас у резерватима приобалних острваца, где нема унесених грабљивица. Гнезди се у низијским шумама.

## Исхрана
Храни се воћем, бобицама, семењем, цвећем, нектаром и бескичмењацима.